# Piaggio Vespa Primavera
La Vespa Primavera è uno dei modelli di scooter della Vespa prodotto dalla Piaggio di Pontedera a partire dal 2013. 
Dalla Primavera è stata ricavata anche la Vespa Sprint, un'evoluzione più sportiva e con dettagli estetici specifici. Entrambe nascono per sostituire le Vespa LX ed S.

## Il contesto
La Vespa Primavera viene presentata nel novembre del 2013 al salone del Motociclo e rappresenta l’erede della precedente Vespa LX. la produzione nello stabilimento di Pontedera parte nello stesso e in contemporanea anche le vendite sui mercato europei. Per il mercato asiatico la Primavera viene prodotta nello stabilimento di Vin Puch (Hanoi) in Vietnam.
Il nome Primavera omaggia l’omonimo modello presentato al salone del Motociclo nel 1967 e prodotto fino al 1982.
Mantiene le dimensioni complessive simili alla precedente LX ma introduce un telaio completamente inedito con un interasse maggiore (6 cm) abbinato alla carrozzeria in lamiera di acciaio che funge da elemento portante. Il motore viene collegato alla scocca con un sistema di braccetti a due gradi di libertà mentre la sospensione anteriore adotta un nuovo schema monobraccio con ammortizzatore collegato alla ruota tramite un perno in alluminio. La batteria è stata spostata nel longherone centrale e il vano sottosella ha una capacità incrementata a 16,6 litri. La sella è alta 780 mm da terra.
L’impianto frenante è composto da disco anteriore da 200 mm e tamburo posteriore da 110 mm sulla 50 2T mentre tutti gli altri modelli montano un tamburo da 140 mm. L’ABS è optional dal 2014 sui modelli 125 e 150 mentre non è disponibile per i cinquantini.
Lo pneumatico anteriore misura 110/70 R11, il posteriore 120/70 R11.
Esteticamente la Primavera è stata disegnata dal centro stile Piaggio guidato da Marco Lambri riprendendo sia elementi dalla storica Primavera del 1968 che dalla recente 946 e possiede indicatori di direzione e luci di posizione tutti a LED.
La lunghezza è di 1860 mm, la larghezza di 735 mm, il passo misura 1340 mm.

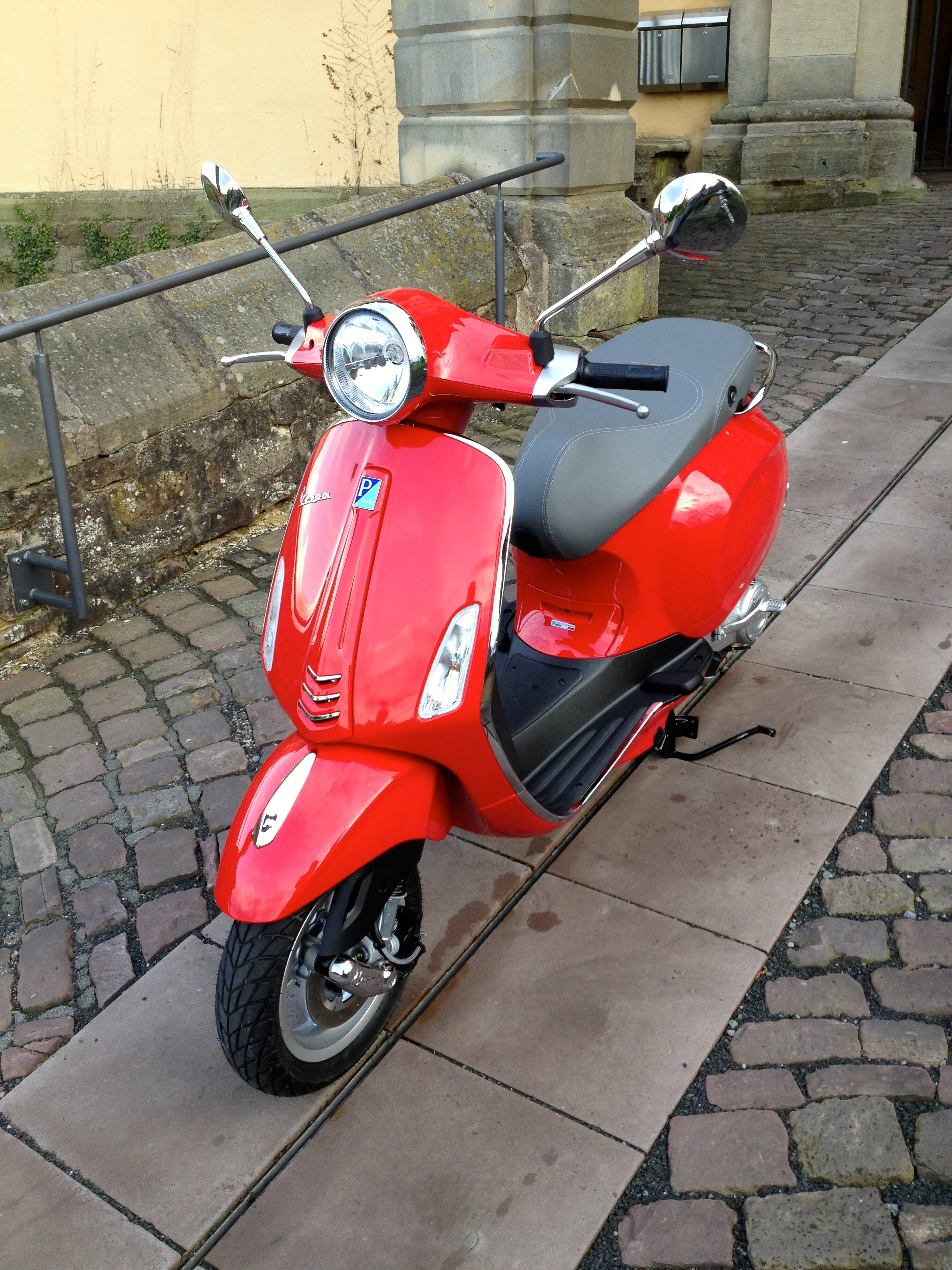
La Primavera 50 4T

La gamma motori è composta dai propulsori:
- 50 due tempi della famiglia Hi-Per2, monocilindrico da 49 cm³ che eroga 3,2 Kw (4,4 CV) omologato Euro 2
- 50 quattro tempi della famiglia Hi-Per4 da 49,9 cm³ con 4 valvole da 3,2 Kw (4,4 CV) e omologato Euro 2
- 125 quattro tempi da 124,5 cm³ 3 valvole che eroga 7,9 kW (10,7 CV) omologato Euro 3.
- 150 quattro tempi da 154,8 cm³ 3 valvole da 9,5 kW (12,9 CV) omologato Euro 3.

Nella primavera 2014 la Primavera viene proposta anche nell’allestimento Touring, una versione che dispone di serie dei portapacchi anteriore e posteriore cromati e cerchi in lega a raggi specifici. La Touring non è una serie speciale ma un modello che resterà costantemente in listino.
Dal luglio 2016 debutta il nuovo motore monocilindrico Piaggio i-get 4 tempi da 125 e 150 cm³ omologato Euro 4 che sostituiscono le precedenti unità. Tali propulsori i-get sono raffreddati ad aria e dotati di iniezione elettronica e distribuzione a 3 valvole, introducono un nuovo albero motore, nuovo impianto di scarico e l’ABS diviene di serie. 
I cinquantini invece mantengono il precedente motore Hi-Per riomologato Euro 4. La dotazione di tutti i modelli comprende ora la presa USB installata all’interno del vano nel controscudo.
A novembre 2017 al salone del motociclo di Milano viene presentata la gamma 2018, il modello Primavera S, la Primavera 50º Anniversario e il prototipo Vespa Elettrica. 
La gamma 2018 del modello viene immessa sul mercato ad aprile 2018 insieme alla 50º Anniversario e alla Primavera S e porta al debutto nuove ruote da 12. Solo sui modelli S è disponibile una nuova strumentazione digitale display TFT full color da 4,3” abbinato al sistema multimediale VMP (Vespa Multimedia Platform). La S, come la Touring che era già in listino, è disponibile con i motori 125 e 150 i-get.
Nel 2021 tutti i motori vengono riomologati Euro 5.

### Modelli speciali su base Primavera

#### 50º Anniversario
Il modello 50º Anniversario presentato ad EICMA 2017 commemora la storica Primavera che esordisce esattamente cinquant’anni prima allo stesso salone di Milano del 1967 per essere commercializzata nel 1968. 
Viene disponibile dall’aprile 2018 con i motori 50 cm³ 4T e 125 cm³ 4T i-get, si distingue per le inedite colorazioni Light Blue e Brown con sella coordinata, per l'elegante finitura in grigio dei cerchi a cinque razze e naturalmente per il logo che ne segna elegantemente il retroscudo.

#### Primavera Yacht Club
La Yatch Club viene presentata il 23 luglio 2018 e proposta nelle cilindrate 50 e 125 cm³ e presenta verniciatura bianca con dettagli in blu, cerchi in blu opaco con finitura diamantata, inserti specifici in gomma sulla pedana e sella con cuciture e rifiniture specifiche.

#### Primavera Sean Wotherspoon
Realizzata in edizione limitata in collaborazione con l’artista Sean Wotherspoon, possiede il motore 125 cm³ e una livrea specifica. Tale modello viene posto in vendita nel giugno 2020 e possiede il portapacchi anteriore di serie.

#### 75th Anniversary
Presentata nel marzo 2021 e lanciata sul mercato ad aprile tale modello celebra i 75 della Vespa e si distingue per l’inedito colore metallizzato Giallo 75th, sella specifica con cadenino, i cerchi verniciati in grigio con bordi diamantati e dettagli cromati oltre ad un kit di accessori. Nello stesso anno vengono raggiunti i 19 milioni di Vespe prodotte.

#### Primavera Pic Nic
La Pic Nic è stata presentata il 4 luglio 2022 e presenta di serie i portapacchi posteriore e anteriore cromati, una borsa termica rimovibile e un cestino intrecciato posteriore, oltre ad un telo resistente all’acqua. Le colorazioni per la carrozzeria sono Verde Pic Nic e Grigio Pic Nic con grafiche sulle fiancate, sella dedicata bicolore e cerchi verniciati in grigio con bordi diamantati. I motori disponibili sono il 50 e il 125 i-get.

## Vespa Sprint
La Sprint è una evoluzione della Primavera in chiave sportiva; tale modello va a sostituire la vecchia Vespa S (basata sulla LX). Viene posta in vendita nel marzo del 2014.

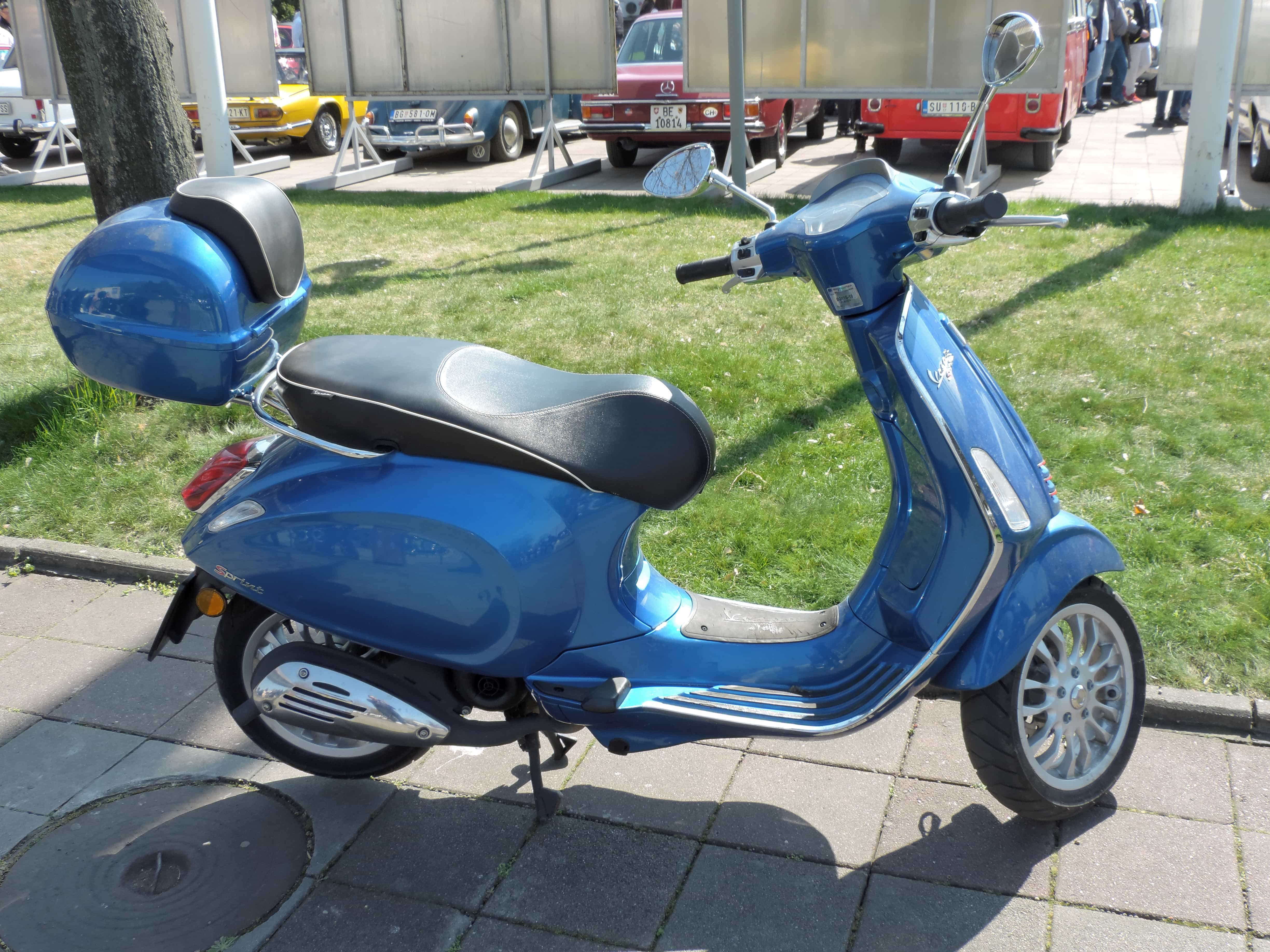
La Vespa Sprint

La Sprint resta fedele all’estetica della Primavera ma possiede dei dettagli specifici come il fanale anteriore di forma trapezoidale, un omaggio nelle forme di quello della prima Vespa Sprint, prodotta nel 1965. Oltre al fanale presenta il maniglione del passeggero meno sporgente (rispetto alla Primavera), pneumatici da 12”, cerchi in lega specifici, molla dell'ammortizzatore posteriore di colore rosso, sella con bordi bianchi e doppie cuciture. Le sospensioni sono le stesse della Primavera, così come la capacità del vano sottosella. La gamma motori è composta dagli stessi 50 (due e quattro tempi) e 125 quattro tempi. Tutti i modello hanno la sella biposto, solo la Sprint dispone optional la sella monoposto.
Il motore 150 quattro tempi viene introdotto nel novembre del 2014.
Gli aggiornamenti che subisce la Sprint sono i medesimi che nel corso degli anni ha subito la Primavera.
Nel 2016 debuttano i motori i-get omologati Euro 4.
Nell’aprile del 2018 vengono introdotte leggere modifiche già viste sulla gamma Primavera 2018; debuttano i sistemi Bike Finder e il comando di apertura a distanza della sella, cambia il disegno del “cravattino” sullo scudo frontale e viene introdotto anche l’allestimento 
“Sprint S” con display a colori TFT, connettività VMP, sella specifica. La gamma motori è composta da tutti propulsori quattro tempi nelle cilindrate 50, 125 e 150 mentre esce di produzione il 50 due tempi.

### Modelli speciali su base Sprint

#### Sprint Notte
La Notte viene presentata il 23 luglio 2018 e proposta nelle cilindrate 50 e 125 cm³; e presenta verniciatura nero opaco per la carrozzeria con dettagli in nero lucido come specchietti, cerchi, “cravattino” sullo scudo anteriore, terminali del manubrio, maniglie per il passeggero oltre a sella dedicata.

#### Justin Bieber X Vespa
Annunciata nel dicembre 2021 e posta in vendita il 20 aprile 2022 si tratta di una serie speciale su base Sprint realizzata in collaborazione con il cantante Justin Bieber; tale modello è caratterizzata dalla verniciatura bianca per tutti i componenti esterni: carrozzeria, cerchi, specchietti, manopole, pedana, sella e maniglie per il passeggero. I motori sono il 50 e il 125.